# Thomas Vinterberg
Thomas Vinterberg (Copenhagen, Dinamarca; 19 de maio de 1969) é um cineasta dinamarquês. Entrou para a história do cinema contemporâneo ao realizar Festa de Família, marco inicial do controverso movimento Dogma 95. Criado por cineastas dinamarqueses, o movimento, que já está em seu décimo segundo longa-metragem, pretende revolucionar o modo de se filmar através de uma cartilha de mandamentos, que incluem ausência de trucagem e música que não esteja no contexto da cena, utilização de iluminação direta e câmera na mão, temas atuais, etc. Em 2021, venceu o Oscar de melhor filme internacional pelo filme Druk, se tornando o quarto filme dinamarquês vencedor da categoria.

## Carreira
Em 1993, Vinterberg estreou na direção com o longa-metragem Slaget pa Tasken, que também serviu como seu trabalho de conclusão de curso na faculdade de cinema. Passou então a se dedicar ao cinema publicitário e a filmar videoclips musicais, como o da música "No Distance Left to Run", da banda de britpop Blur.
O diretor, em 1998, conheceu a consagração internacional com Festa de Família, um dos filmes mais polêmicos e premiados dos últimos tempos. O sucesso da obra foi tamanho que levou Vinterberg a filmar em Hollywood, onde acabou de finalizar It´s All About Love, romance estrelado por Joaquin Phoenix e Claire Danes.
Em 2008, Vinterberg dirigiu o clipe do single The Day That Never Comes da banda de Thrash Metal, Metallica
Em 2021, seu filme Druk - mais uma rodada levou o Oscar de Melhor Filme Internacional.

## Filmografia
- Sneblind (1990) (curta)
- Last Round / Sidste omgang (1993) (curta)
- The Boy Who Walked Backwards / Drengen der gik baglæns (1994) (curta)
- The Biggest Heroes / De største helte (1996)
- Festa de Família / Festen (1998)
- The Third Lie (2000)
- It's All About Love (2003)
- Dear Wendy (2005)
- A Man Comes Home / En mand kommer hjem (2007)
- Submarino (2010)
- A Caça / Jagten (2012)
- Longe Deste Insensato Mundo / Far from the Madding Crowd (2015)
- A comunidade / Kollektivek (2016)
- Kursk - A última missão (2018)
- Another Round / Druk (2020)